# Зонд 1
Зонд 1 (3МВ-1, № 4) е съветска сонда, част от програма Зонд за изследване на планетите от Слънчевата система. Това е вторият съветски космически кораб, който успешно достига Венера, макар че връзката с апарата е прекъсната от 14 май.

## Оборудване
Сондата има спускаем апарат със сферична форма с диаметър 90 см, в който има апаратура за вземане на проби за химичен анализ от атмосферата, измервател на гама-лъчите на повърхностните скали, фотомер, измерватели на температурата и налягането, и сензор в случай на приземяване във вода.

## Мисия
Космическият апарат е изстрелян на 2 април 1964 от космодрума Байконур. По време на полета малка пролука от счупено предпазно стъкло от сензор, предизвиква декомпресия и изпускане на налягането в капсулата. При все още непълен вакуум на борда и подадена команда от наземния контрол възниква късо съединение, което поврежда почти цялата електроника. Комуникациите впоследствие са поддържани чрез трансмитер на кацащия модул. Така са предадени на Земята данните от измерването на космическата радиация и атомно-водородните спектрометрични измервания. На 14 май всички комуникации с апарата са окончателно прекъснати. Той преминава на около 100 000 км от Венера на 14 юли 1964 и излиза в хелиоцентрична орбита.